# Eud
Eud (o Ehud, o Aod; in ebraico אֵהוּד בֶּן־גֵּרָא‎?, ʾĒhūḏ ben‑Gērāʾ) è stato il secondo dei giudici d'Israele (dal 1496 al 1416 a.C. circa).

## Presentazione
La sua storia è contenuta nel 3º capitolo del Libro dei Giudici.

## Narrazione biblica
Il periodo in cui era stato giudice Otniel aveva portato, agli ebrei, un periodo di pace durato quarant'anni. Alla sua morte, il popolo di Israele, si comportò nuovamente in modo spregevole agli occhi di Dio. In risposta Egli fece sì che Eglon, re di Moab, sconfiggesse gli ebrei e li assoggettasse per diciotto anni.
Dopo questo periodo, Dio diede finalmente al popolo di Israele un salvatore nella persona di Eud, figlio di Ghera, della tribù di Beniamino.

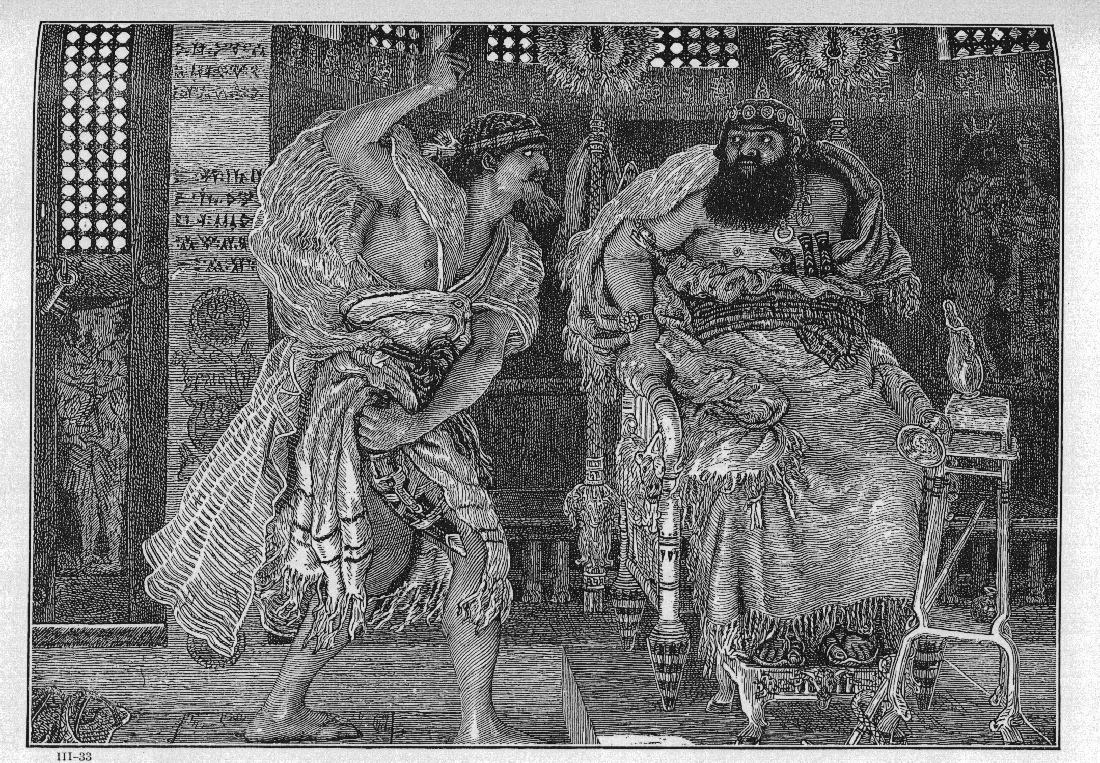
Illustrazione di Ford Madox Brown dell'assassinio di Eglon da parte di Eud.

Eud liberò il suo popolo dalla schiavitù utilizzando uno stratagemma. Insieme ad alcuni uomini, portò un tributo al re. Successivamente, come narrato al terzo capitolo, congedò gli accompagnatori e tornò alla reggia del sovrano moabita. Fattosi ricevere, gli disse: "Ho un messaggio di Dio". Eglon fece uscire tutti i cortigiani, rimanendo dunque solo con Eud gli si avvicinò. Si alzò dunque dal trono, ed Eud approfittò di questo momento per trafiggerlo con una spada che si era nascosto precedentemente nella coscia destra: poiché la maggior parte dei guerrieri portava la spada a sinistra, Eglon non sospettò l'inganno, ma non sapeva che Eud era mancino.  La spada di Eud trafisse il re, facendone addirittura uscire le feci; quindi l'assassino uscì dal palazzo come se niente fosse e fuggì a Seïra. Eud chiamò a raccolta una parte del popolo d'Israele, sulle montagne di Efraim, suonando un corno e conducendoli in battaglia contro i moabiti. 10000 uomini di Moab vennero uccisi nello scontro. Gli ebrei furono così liberati dal giogo moabita e la pace fu garantita per ottant'anni.
Ad Eud succedette, come giudice d'Israele, Samgar.